# Ангіотензинперетворювальний фермент
Ангіотензинперетворювальний фермент, також ангіотензинперетворювальний фактор (АПФ, англ. angiotensin-converting enzyme) – білок, який кодується геном ACE, розташованим у людини на короткому плечі 17-ї хромосоми. Довжина поліпептидного ланцюга білка становить 1 306 амінокислот, а молекулярна маса — 149 715.
| 10         |  | 20         |  | 30         |  | 40         |  | 50         |
| ---------- |  | ---------- |  | ---------- |  | ---------- |  | ---------- |
| MGAASGRRGP |  | GLLLPLPLLL |  | LLPPQPALAL |  | DPGLQPGNFS |  | ADEAGAQLFA |
| QSYNSSAEQV |  | LFQSVAASWA |  | HDTNITAENA |  | RRQEEAALLS |  | QEFAEAWGQK |
| AKELYEPIWQ |  | NFTDPQLRRI |  | IGAVRTLGSA |  | NLPLAKRQQY |  | NALLSNMSRI |
| YSTAKVCLPN |  | KTATCWSLDP |  | DLTNILASSR |  | SYAMLLFAWE |  | GWHNAAGIPL |
| KPLYEDFTAL |  | SNEAYKQDGF |  | TDTGAYWRSW |  | YNSPTFEDDL |  | EHLYQQLEPL |
| YLNLHAFVRR |  | ALHRRYGDRY |  | INLRGPIPAH |  | LLGDMWAQSW |  | ENIYDMVVPF |
| PDKPNLDVTS |  | TMLQQGWNAT |  | HMFRVAEEFF |  | TSLELSPMPP |  | EFWEGSMLEK |
| PADGREVVCH |  | ASAWDFYNRK |  | DFRIKQCTRV |  | TMDQLSTVHH |  | EMGHIQYYLQ |
| YKDLPVSLRR |  | GANPGFHEAI |  | GDVLALSVST |  | PEHLHKIGLL |  | DRVTNDTESD |
| INYLLKMALE |  | KIAFLPFGYL |  | VDQWRWGVFS |  | GRTPPSRYNF |  | DWWYLRTKYQ |
| GICPPVTRNE |  | THFDAGAKFH |  | VPNVTPYIRY |  | FVSFVLQFQF |  | HEALCKEAGY |
| EGPLHQCDIY |  | RSTKAGAKLR |  | KVLQAGSSRP |  | WQEVLKDMVG |  | LDALDAQPLL |
| KYFQPVTQWL |  | QEQNQQNGEV |  | LGWPEYQWHP |  | PLPDNYPEGI |  | DLVTDEAEAS |
| KFVEEYDRTS |  | QVVWNEYAEA |  | NWNYNTNITT |  | ETSKILLQKN |  | MQIANHTLKY |
| GTQARKFDVN |  | QLQNTTIKRI |  | IKKVQDLERA |  | ALPAQELEEY |  | NKILLDMETT |
| YSVATVCHPN |  | GSCLQLEPDL |  | TNVMATSRKY |  | EDLLWAWEGW |  | RDKAGRAILQ |
| FYPKYVELIN |  | QAARLNGYVD |  | AGDSWRSMYE |  | TPSLEQDLER |  | LFQELQPLYL |
| NLHAYVRRAL |  | HRHYGAQHIN |  | LEGPIPAHLL |  | GNMWAQTWSN |  | IYDLVVPFPS |
| APSMDTTEAM |  | LKQGWTPRRM |  | FKEADDFFTS |  | LGLLPVPPEF |  | WNKSMLEKPT |
| DGREVVCHAS |  | AWDFYNGKDF |  | RIKQCTTVNL |  | EDLVVAHHEM |  | GHIQYFMQYK |
| DLPVALREGA |  | NPGFHEAIGD |  | VLALSVSTPK |  | HLHSLNLLSS |  | EGGSDEHDIN |
| FLMKMALDKI |  | AFIPFSYLVD |  | QWRWRVFDGS |  | ITKENYNQEW |  | WSLRLKYQGL |
| CPPVPRTQGD |  | FDPGAKFHIP |  | SSVPYIRYFV |  | SFIIQFQFHE |  | ALCQAAGHTG |
| PLHKCDIYQS |  | KEAGQRLATA |  | MKLGFSRPWP |  | EAMQLITGQP |  | NMSASAMLSY |
| FKPLLDWLRT |  | ENELHGEKLG |  | WPQYNWTPNS |  | ARSEGPLPDS |  | GRVSFLGLDL |
| DAQQARVGQW |  | LLLFLGIALL |  | VATLGLSQRL |  | FSIRHRSLHR |  | HSHGPQFGSE |
| VELRHS     |  |            |  |            |  |            |  |            |

A: Аланін

C: Цистеїн

D: Аспарагінова кислота

E: Глутамінова кислота

F: Фенілаланін

G: Гліцин

H: Гістидин

I: Ізолейцин

K: Лізин

L: Лейцин

M: Метіонін

N: Аспарагін

P: Пролін

Q: Глутамін

R: Аргінін

S: Серин

T: Треонін

V: Валін

W: Триптофан

Кодований геном білок за функціями належить до металопротеаз та карбоксипептидаз. 
Білок має сайт для зв'язування з іоном цинку. 
Локалізований у клітинній мембрані, цитоплазмі, а також секретований назовні.

## Фізіологічна функція
АПФ є важливим елементом ренін-ангіотензинової системи - важливого регулятора артеріального тиску в кровоносній судині ссавців, зокрема людини.
Внаслідок зменшення артеріального тиску крові у юкстагломерулярних клітинах, які є частиною нефрону в нирках, починає виділятися гормоноподібний протеолітичний фермент ренін. Під дією реніну з білка α2-глобулінової фракції крові — ангіотензиногену, шляхом обмеженого протеолізу відщеплюється декапептид ангіотензин І. Від цього пептиду під дією АПФ відщеплюється 2 амінокислотних залишки й утворюється ангіотензин ІІ. Ангіотензин ІІ у свою чергу проявляє вазокнстрикторну дію та стимулює виділення корою наднирників альдостерону, під дією якого збільшується реабсорбція іонів натрію та води у дистальному відділі нефрона, що призводить до збільшення об'єму циркулюючої крові.
Також АПФ розщеплює пептидний гормон брадикінін, елемент калікреїн-кінінової системи, таким чином ще зменшуючи розслаблювальну дію на м'язи судин. 

## У медицині
Для лікування артеріальної гіпертензії в клінічній практиці використовуються інгібітори АПФ, зокрема  беназеприл, каптоприл,  цилазаприл, еналаприл, фозиноприл, лізиноприл тощо.